# Stetsonville
Stetsonville é uma vila localizada no estado norte-americano de Wisconsin, no Condado de Taylor.

## Demografia
Segundo o censo norte-americano de 2000, a sua população era de 563 habitantes.
Em 2006, foi estimada uma população de 532, um decréscimo de 31 (-5.5%).

## Geografia
De acordo com o United States Census Bureau tem uma área de
1,0 km², dos quais 1,0 km² cobertos por terra e 0,0 km² cobertos por água. Stetsonville localiza-se a aproximadamente 443 m acima do nível do mar.

## Localidades na vizinhança
O diagrama seguinte representa as localidades num raio de 20 km ao redor de Stetsonville.